# XP-8 (航空機)
XP-8
- 用途：戦闘機
- 製造者：ボーイング
- 運用者：アメリカ陸軍航空隊
- 初飛行：1928年1月
- 生産数：1機

XP-8はボーイングが開発した1920年代のアメリカの試作複葉戦闘機。社内呼称「モデル66」。エンジンラジエーターを下翼の中に納めた特異な設計で知られる。

## 設計と開発
1925年にアメリカ陸軍航空隊によって公募された競争試作に応募するため、ボーイングは1926年、モデル66の自主開発を行った。モデル66はPW-9の機体をベースとし、600馬力の試作パッカード2A-1530エンジンを装備していた。エンジン周辺の外形を流線型化するために、ラジエーターの開口部は下翼の前端に移されており、エンジン周辺部は他に例のない細いものとなっていた。

## 試験
陸軍による試験は1928年1月から開始された。XP-8は扱いやすい機体だったが性能は期待外れで、時速173.2マイル（277 km/h）の最高速度を記録したほかは見るべきものがなかった。試作機はその後1929年6月まで陸軍航空隊で使用されたのち廃棄された。XP-8の機体設計は海軍のボーイングF2Bに引き継がれている。

## 要目（XP-8）
- 乗員： 1
- 全長： 23 ft 5 in （7.14 m）
- 全幅： 30 ft 1 in （9.17 m）
- 全高： 9 ft 0 in （2.74 m）
- 翼面積： 260 ft2 （24.15 m2）
- 空虚重量： 2,390 lb （1,084 kg）
- 最大離陸重量： 3,421 lb （1,552 kg）
- エンジン： パッカード 2A-1530 液冷ピストンエンジン （600 hp） ×1
- 最高速度： 153ノット （176 mph、283 km/h） / 高度6,000 ft（1,830 m）
- 巡航速度： 129ノット （148 mph、238 km/h）
- 航続距離： 283カイリ （325マイル、523 km）
- 上昇限度： 20,950 ft （6,386 m）
- 上昇力： 1,750 ft/min （8.89 m/秒）
- 武装： 機関銃2挺（7.62 mm、12.7 mm 各1）